# Resolutie 1210 Veiligheidsraad Verenigde Naties
Resolutie 1210 van de Veiligheidsraad van de Verenigde Naties werd op 24 november 1998 unaniem aangenomen door de VN-Veiligheidsraad.

## Achtergrond
Op 2 augustus 1990 viel Irak zijn zuiderbuur Koeweit binnen en bezette dat land. De Veiligheidsraad veroordeelde de inval onmiddellijk en later kregen de lidstaten carte blanche om Koeweit te bevrijden. Eind februari 1991 was die strijd beslecht en legde Irak zich neer bij alle aangenomen VN-resoluties. In 1995 werd met resolutie 986 het
olie-voor-voedselprogramma in het leven geroepen om met olie-inkomsten humanitaire hulp aan de Iraakse bevolking te betalen.

## Inhoud

### Waarnemingen
Het was nodig de Iraakse bevolking van humanitaire hulp te voorzien totdat Irak aan de geldende resoluties, en vooral resolutie 687 (1991), had voldaan. Die hulp moest gelijk
verdeeld worden in het hele land, en moest ook verbeterd worden.

### Handelingen
De Veiligheidsraad besloot de provisies in resolutie 986 uit 1991 opnieuw te verlengen met een periode van 180 dagen, met ingang op 26 november. Ook bleef het maximumbedrag
waarvoor de landen in totaal Iraakse olie mochten invoeren gehandhaafd op 5,256 miljard Amerikaanse dollar.
De secretaris-generaal werd gevraagd te rapporteren als Irak niet in staat zou blijken voldoende olie te produceren om dat bedrag te halen. Verder bleven ook de provisies in
resolutie 1175, volgens welke Irak onderdelen mocht kopen voor de olie-installaties, van kracht gedurende de nieuwe periode. De secretaris-generaal werd gevraagd hier in samenspraak met Irak een gedetailleerde lijst van op te stellen.

## Verwante resoluties
- Resolutie 1194 Veiligheidsraad Verenigde Naties
- Resolutie 1205 Veiligheidsraad Verenigde Naties
- Resolutie 1242 Veiligheidsraad Verenigde Naties (1999)
- Resolutie 1266 Veiligheidsraad Verenigde Naties (1999)

Lijst ·  1147 ·  1148 ·  1149 ·  1150 ·  1151 ·  1152 ·  1153 ·  1154 ·  1155 ·  1156 ·  1157 ·  1158 ·  1159 ·  1160 ·  1161 ·  1162 ·  1163 ·  1164 ·  1165 ·  1166 ·  1167 ·  1168 ·  1169 ·  1170 ·  1171 ·  1172 ·  1173 ·  1174 ·  1175 ·  1176 ·  1177 ·  1178 ·  1179 ·  1180 ·  1181 ·  1182 ·  1183 ·  1184 ·  1185 ·  1186 ·  1187 ·  1188 ·  1189 ·  1190 ·  1191 ·  1192 ·  1193 ·  1194 ·  1195 ·  1196 ·  1197 ·  1198 ·  1199 ·  1200 ·  1201 ·  1202 ·  1203 ·  1204 ·  1205 ·  1206 ·  1207 ·  1208 ·  1209 ·  1210 ·  1211 ·  1212 ·  1213 ·  1214 ·  1215 ·  1216 ·  1217 ·  1218 ·  1219